# Nationalpark Kaeng Krachan
Der Nationalpark Kaeng Krachan (thailändisch อุทยานแห่งชาติ แก่งกระจาน) ist mit einer Fläche von 2915 Quadratkilometern der größte Nationalpark Thailands. Er liegt im Landkreis (Amphoe) Kaeng Krachan (Thai: อำเภอแก่งกระจาน) der Provinz Phetchaburi an der Grenze zu Myanmar. Die Provinz Phetchaburi liegt im südwestlichen Teil der Zentralregion von Thailand. Zusammen mit weiteren Schutzgebieten gehört er zum Western Forest Complex. Südlich grenzt der Kui Buri-Nationalpark an.

## Geschichte
Der Nationalpark wurde 1981 als 28. Nationalpark des Landes gegründet.
Am 26. Juli 2021 wurde der Waldkomplex Kaeng Krachan in die Liste des UNESCO-Welterbes aufgenommen.

## Lage und Topographie
Die Westgrenze des Parks bildet zugleich die Grenze zu Myanmar, im Osten des Kaeng Krachan liegt die Talsperre Kaeng Krachan, die die angrenzende Bevölkerung mit Elektrizität und Wasser versorgt.
Die Topographie ist durch Hügelketten und Berge gekennzeichnet, die sich bis zu 1200 Meter über den Meeresspiegel erheben.

## Flora und Fauna

### Pflanzenarten
Der Park wird von immergrünen oder laubabwerfenden Wäldern dominiert, die 95 % der Fläche einnehmen.

### Tierarten
Neben überlebensfähigen Beständen von andernorts bedrohten Großtieren wie dem Asiatischen Elefanten, Kragenbär, Malaienbär, Asiatischem Wildhund, Schabrackentapir, Banteng, Gaur, Leopard, Nebelparder, Siam-Krokodil (Crocodylus siamensis) und dem Indochinesischen Tiger (Panthera tigris corbetti), kommen zahlreiche weitere Säugetierarten vor, darunter sind der Sambarhirsch, Tenasserim-Muntjak, Kleinkantschil, Serau, Binturong, Schweinsdachs, Malaiisches Schuppentier und Goldschakal. Unter den Affen findet man den Weißhandgibbon, Robinsons Bindenlangur, Südliche Brillenlangur, Javaneraffe, Nördlicher Schweinsaffe und Bärenmakak.
Zudem bietet der Park zahlreichen seltenen Vogelarten, wie dem Wollhalsstorch, Graukopf-Seeadler (Icthyophaga ichthyaetus), Rotachselpapagei (Psittinus cyanurus) und Malaienuhu (Bubo sumatranus) eine Zuflucht. Um das Kaeng Krachan Wasserreservoir findet man zahlreiche Wasservögel, wie Zwergtaucher, Fischadler, Bacchusreiher und mehrere Eisvogelarten. Insgesamt beherbergt der Park 58 bestätigte Säugetierarten und 355 Vogelarten.

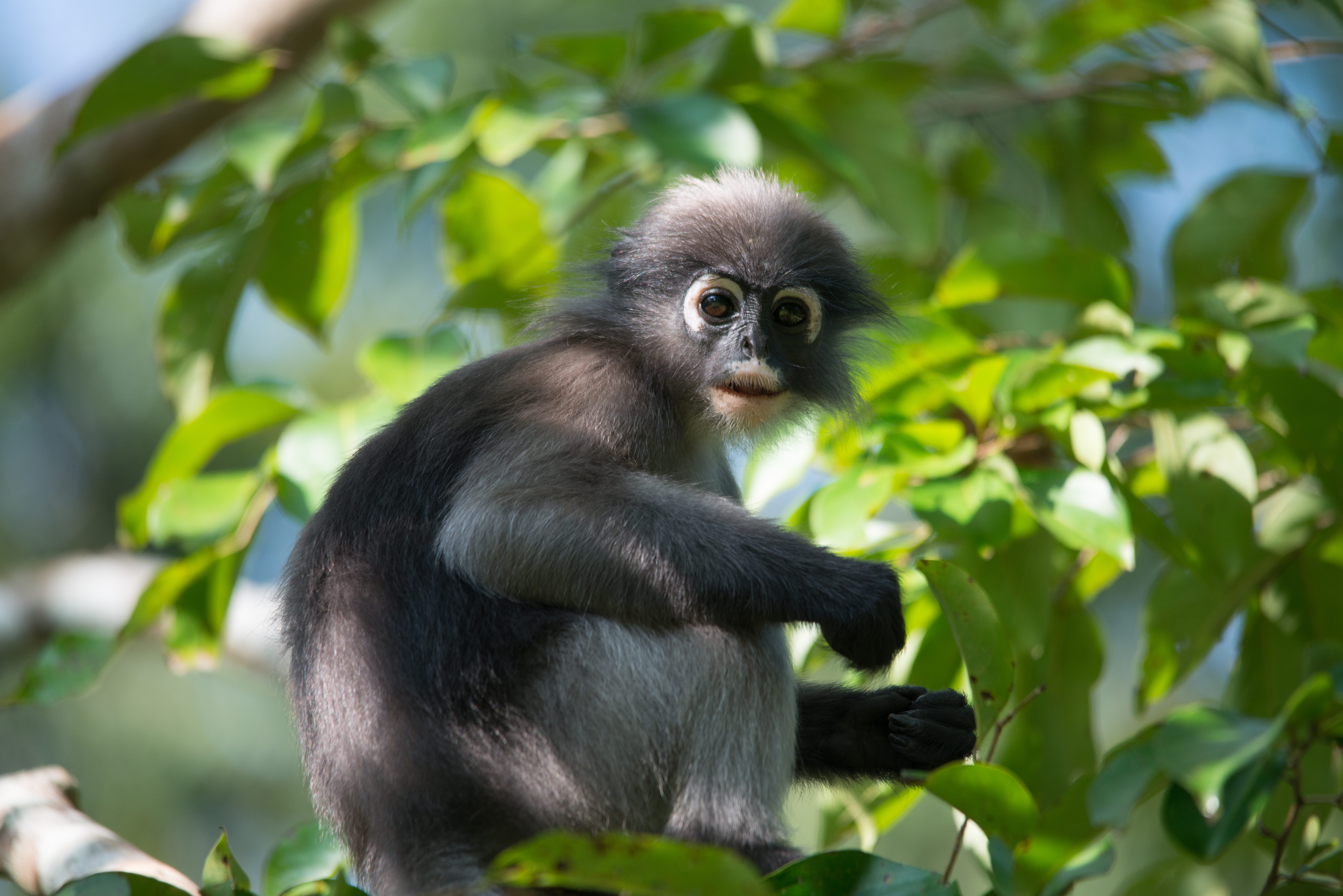
Südlicher Brillenlangur (Trachypithecus obscurus) in Kaeng Krachan
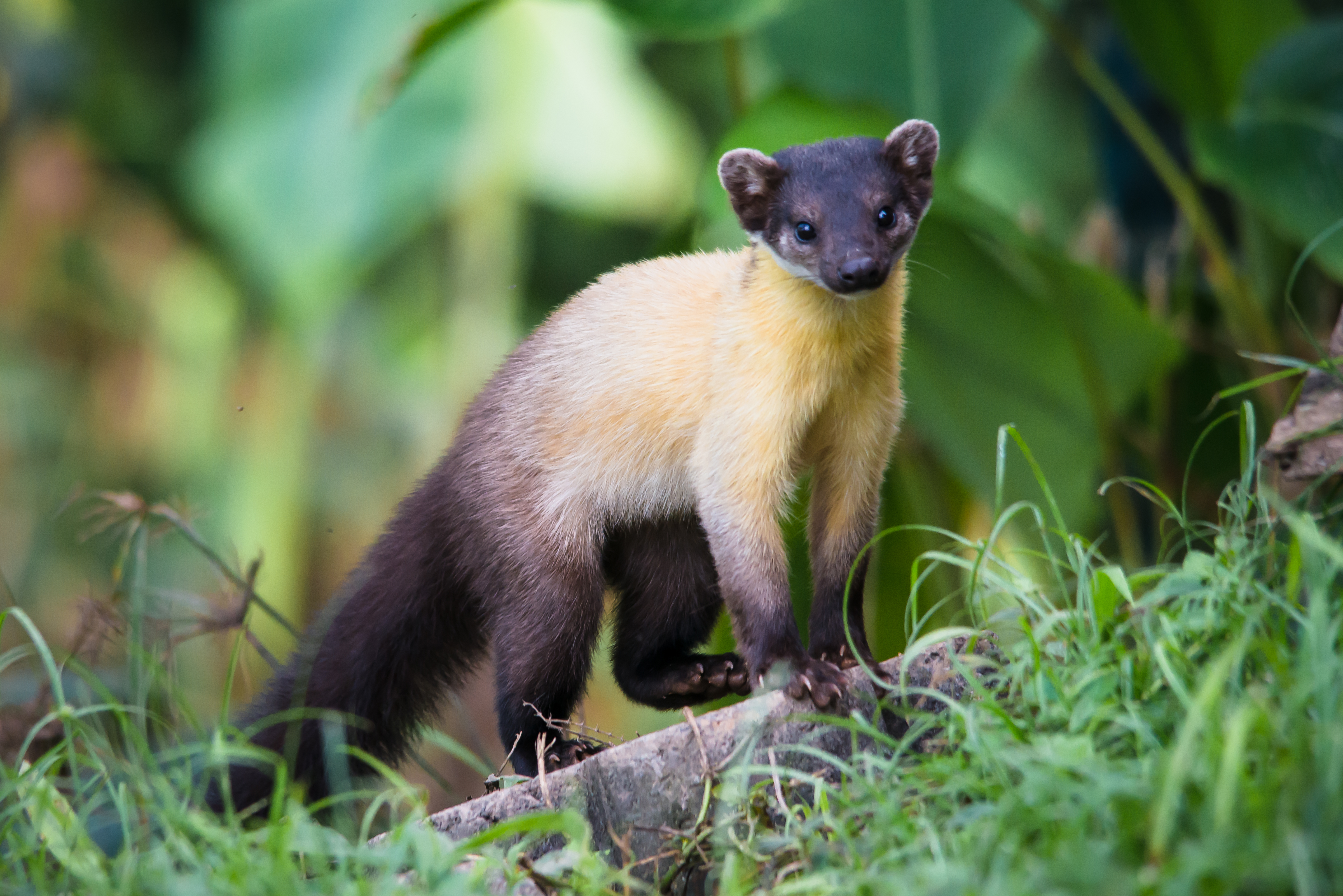
Buntmarder (Martes flavigula) im Park
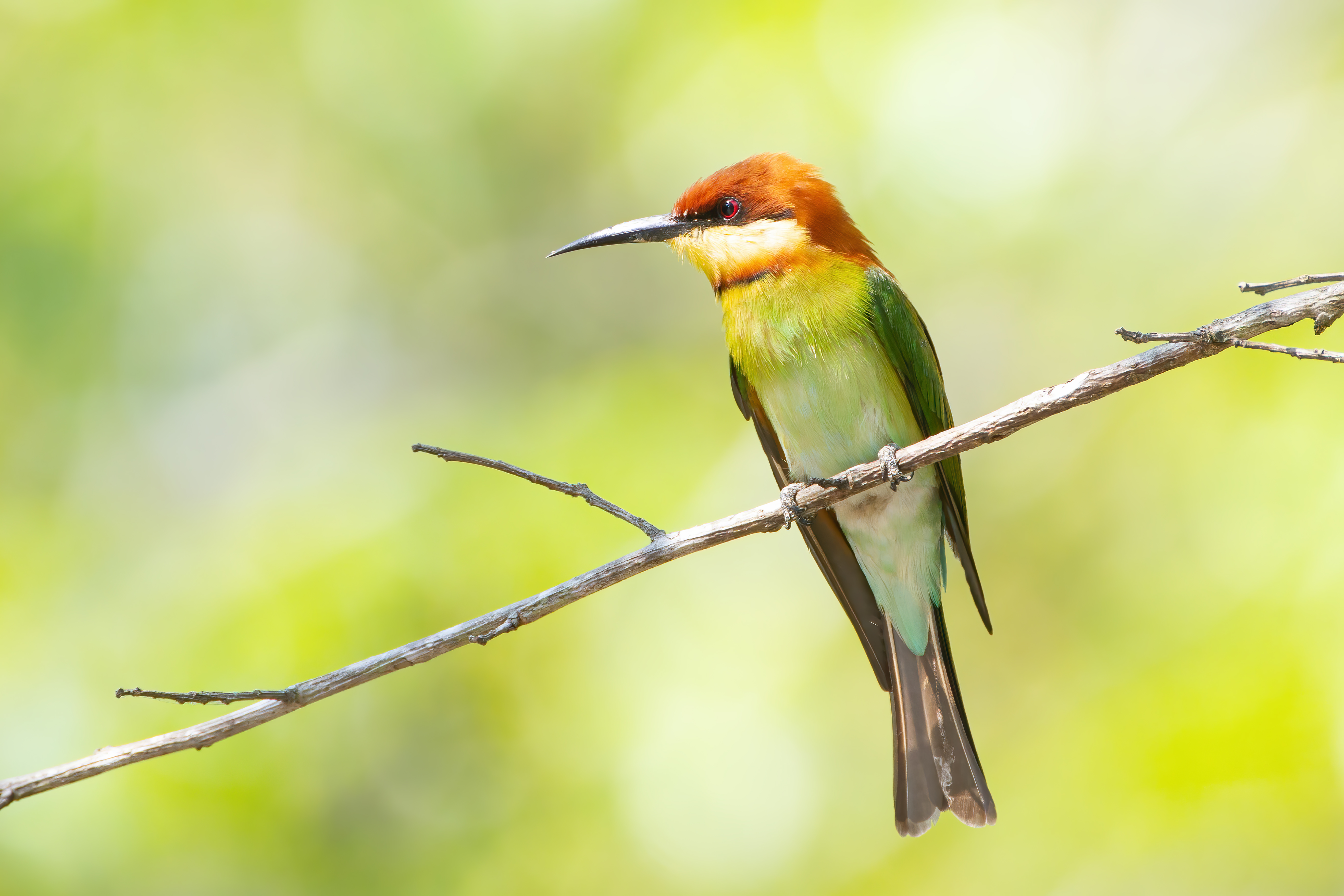
Braunkopfspint (Merops leschenaulti) - Kaeng Krachan
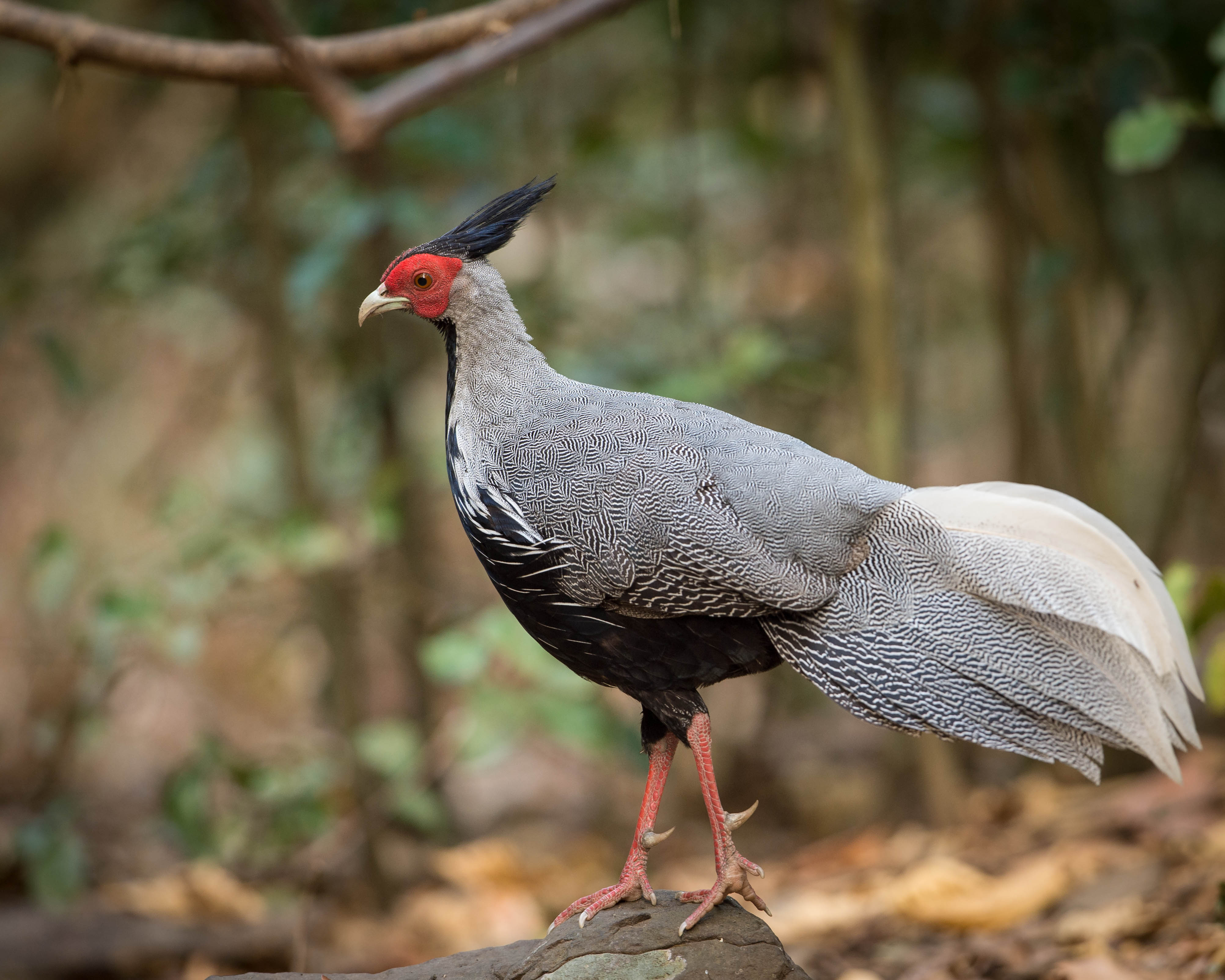
Hahn des Kalifasans (Lophura leucomelanos)
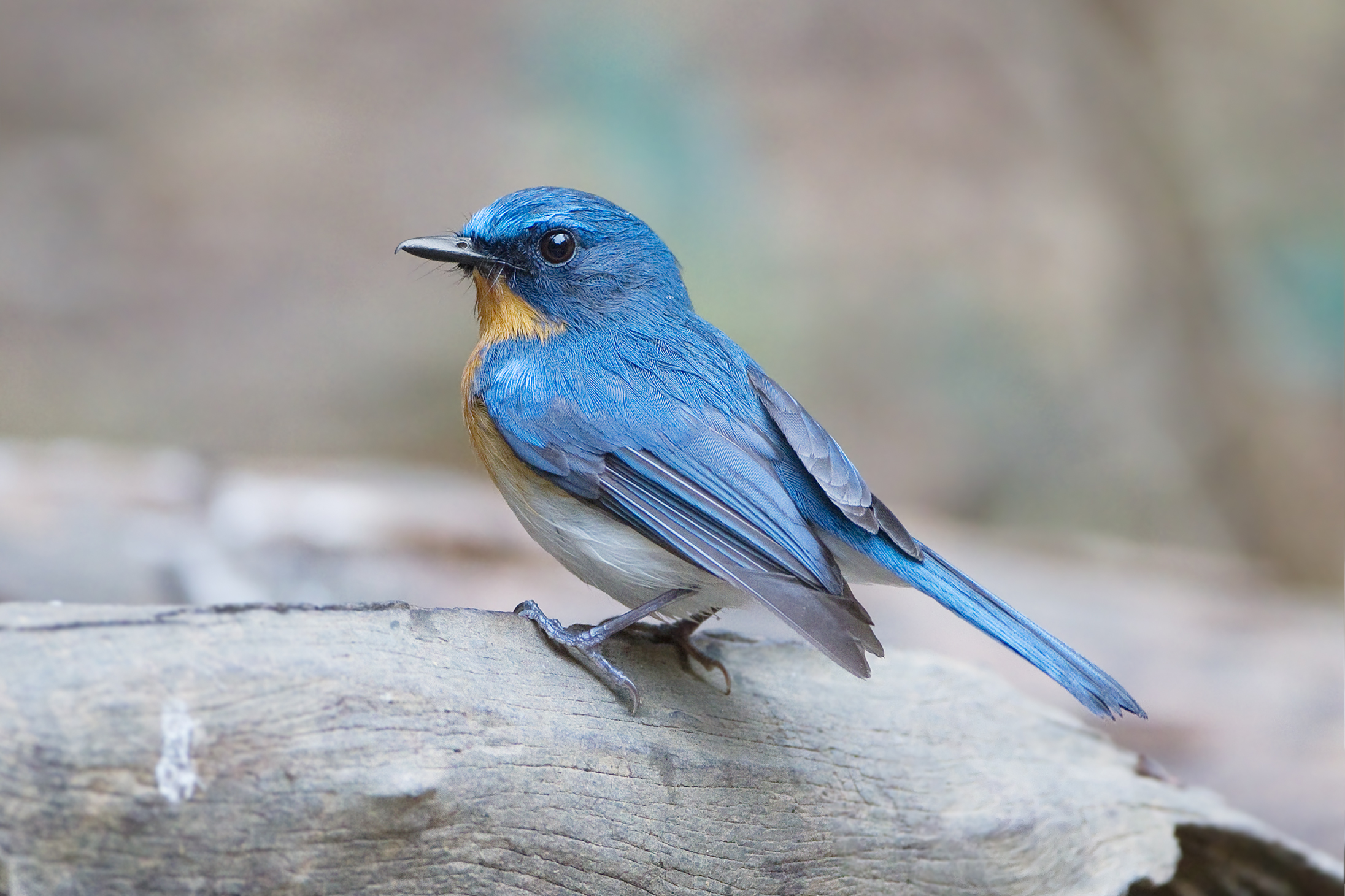
Männlicher Braunbrust-Blauschnäpper (Cyornis tickelliae)
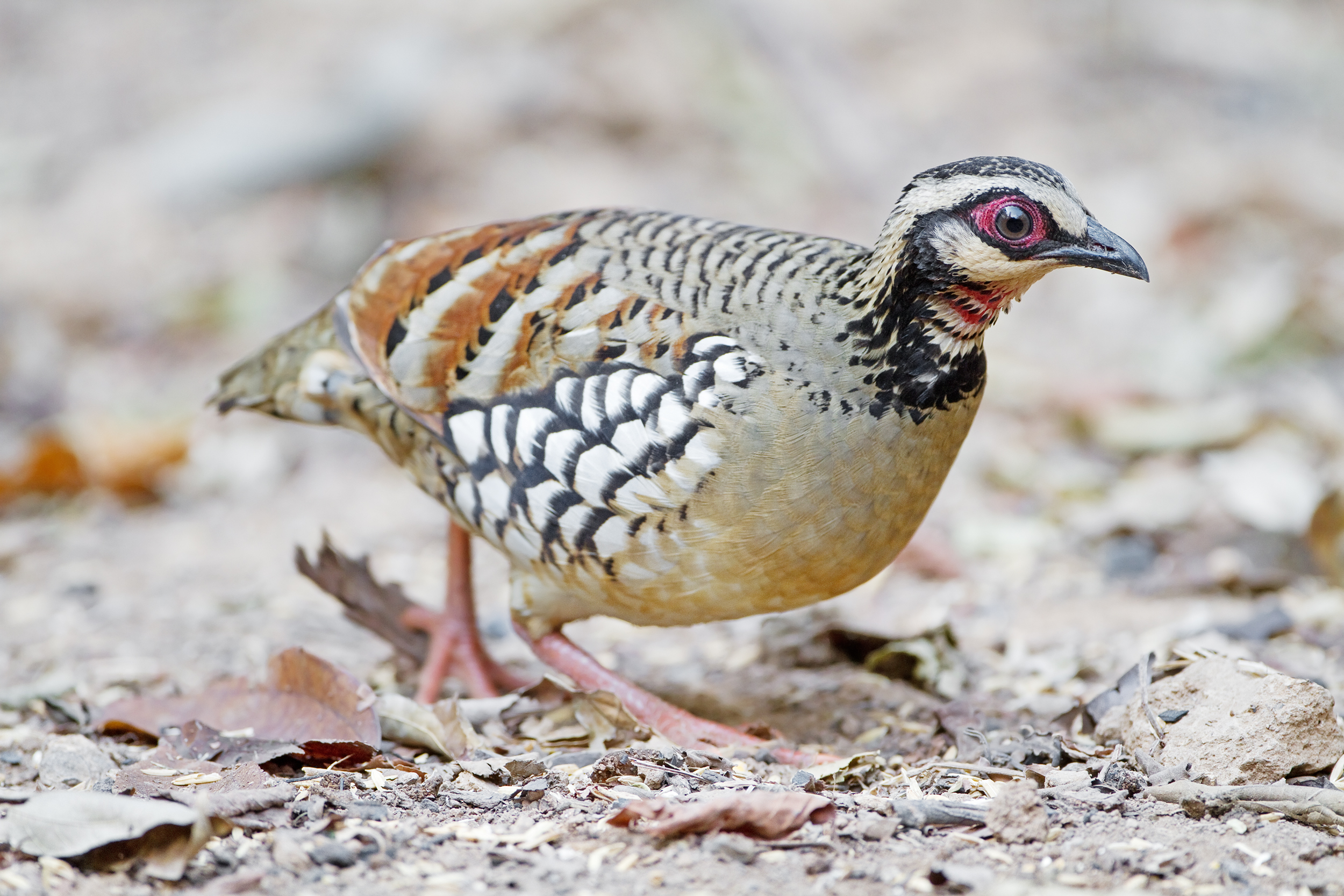
Männliches Braunbrustwaldrebhuhn (A. brunneopectus)
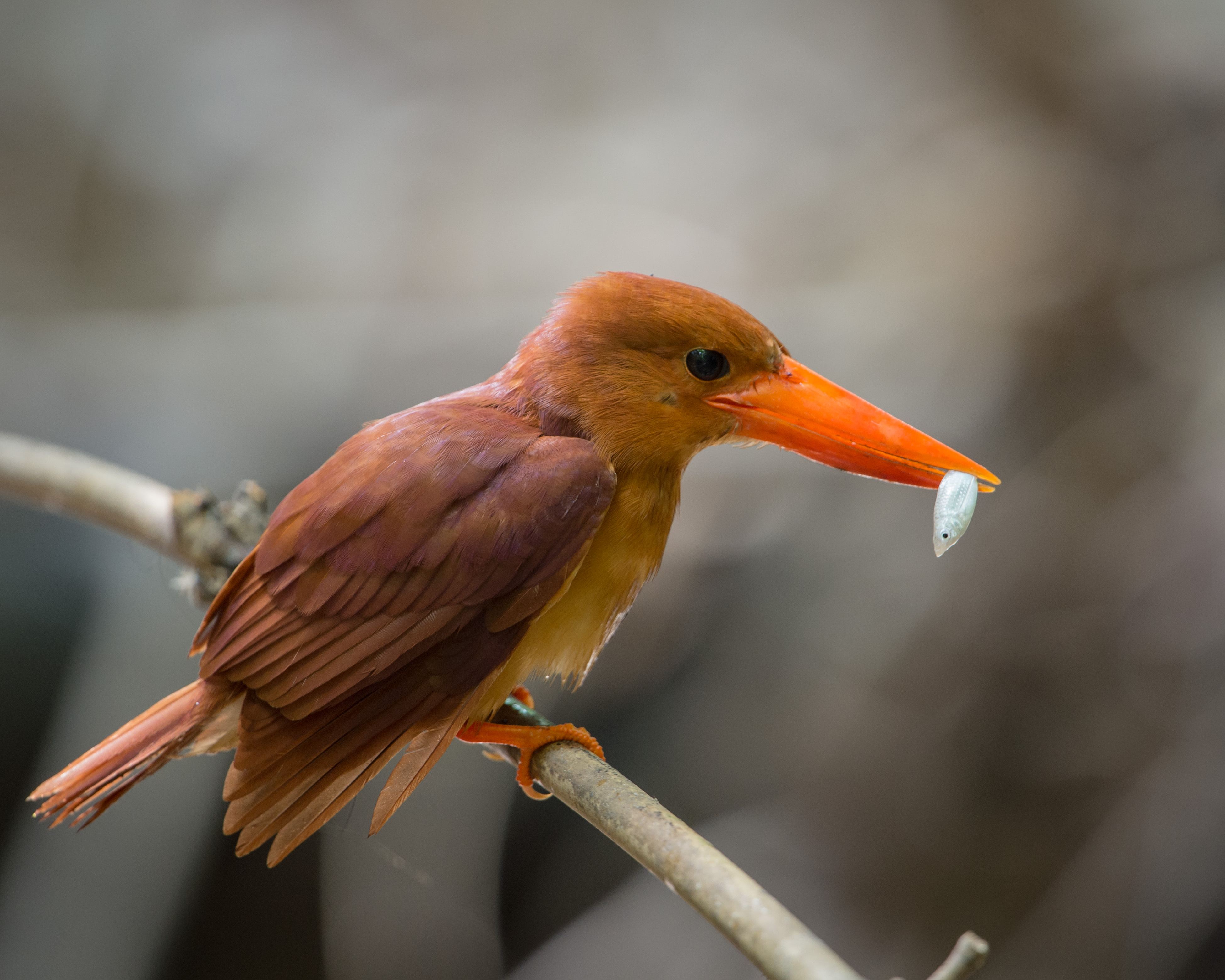
Feuerliest (Halcyon coromanda)
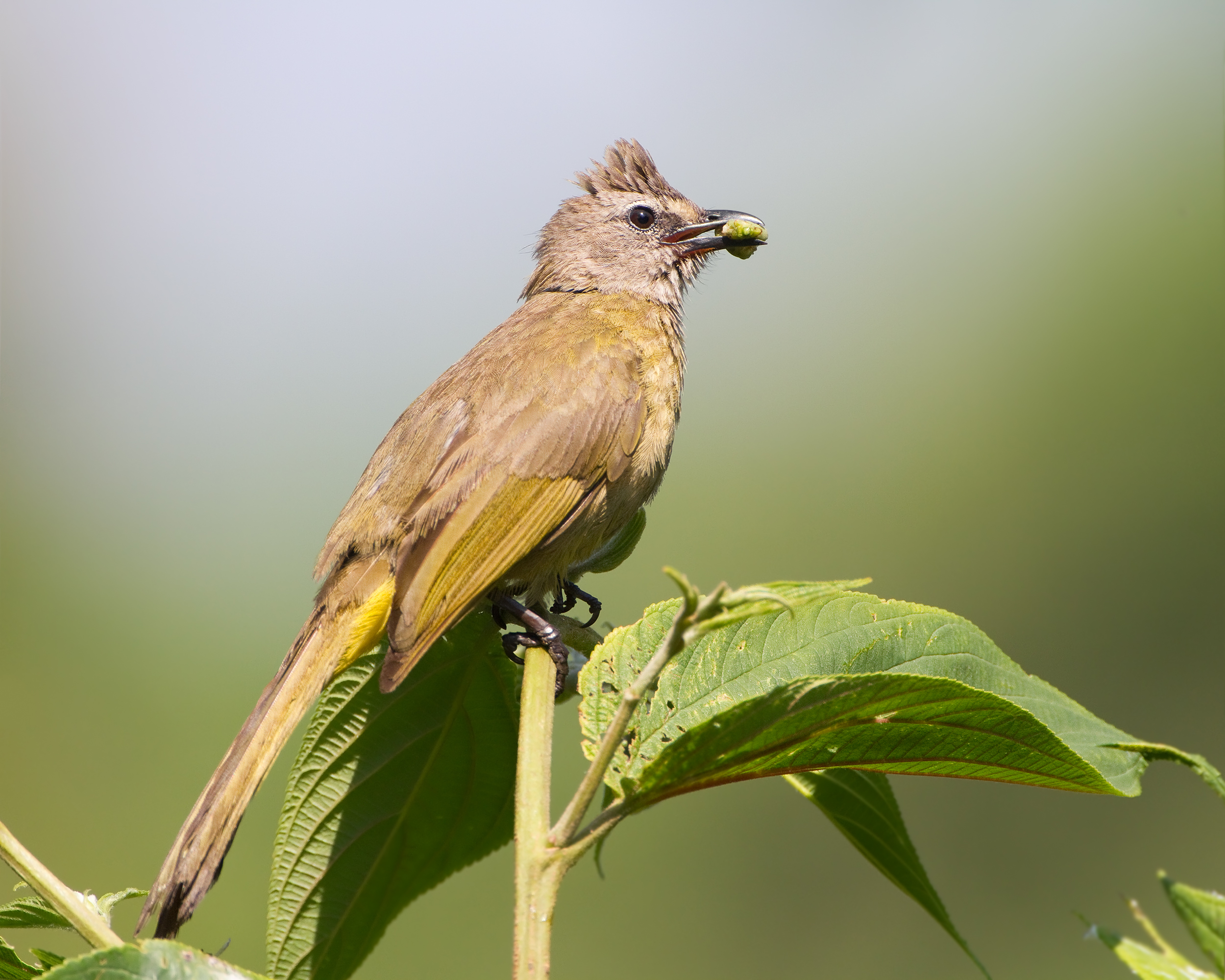
Grünflügelbülbül (Ixos mcclellandii)

## Kaeng Krachan-Anlage im Zoo Zürich
Der Zoo Zürich eröffnete im Juni 2014 einen neuen Elefantenpark, der nach dem thailändischen Nationalpark benannt ist. Mit einem Teil der Einnahmen unterstützt der Zoo den Schutz der Elefanten im Kaeng Krachan Nationalpark.